# Falloforia

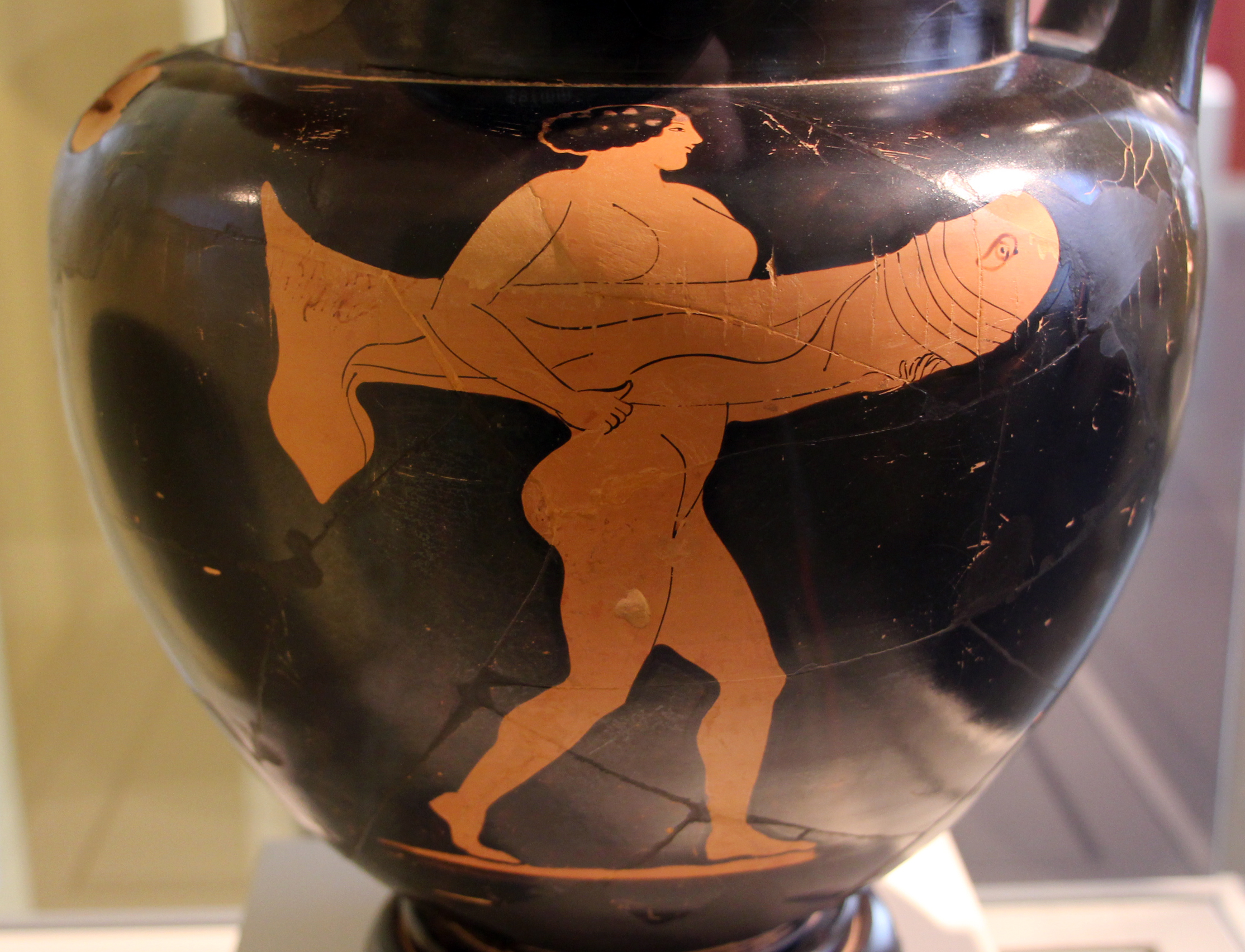
Scena di falloforia da un cratere a colonnette

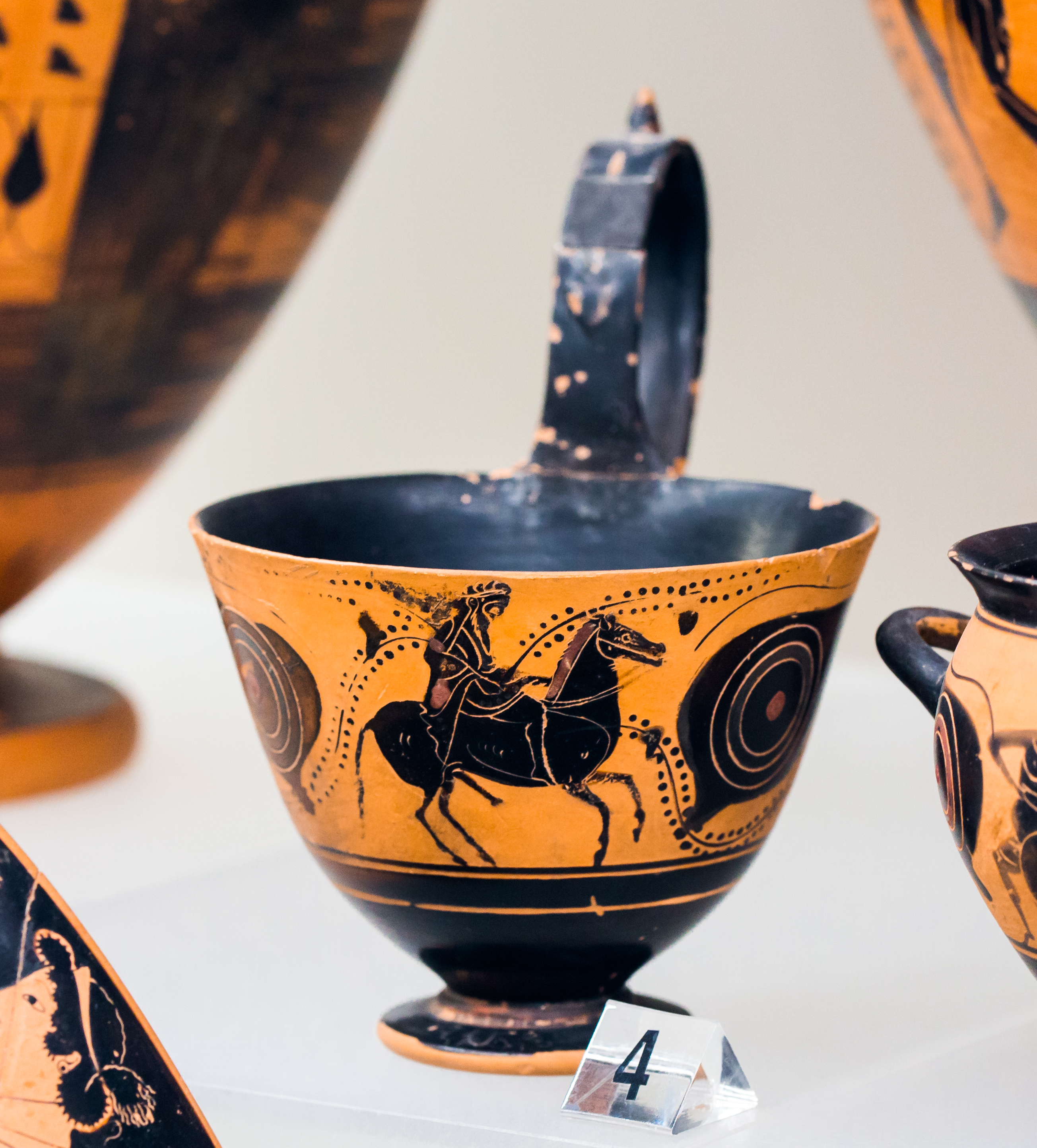
Ceramica con raffigurato Dioniso con un grappolo d'uva che cavalca un mulo itifallico, esposto al Museo nazionale etrusco di Villa Giulia

Nel mondo greco classico, le falloforie, dette anche fallagogie, erano processioni solenni in onore di Priapo e Dioniso nelle quali si trasportavano enormi falli di legno, accompagnando il corteo con canti tipici, come quello che il poeta Semos di Delo mise in una sua opera teatrale:

## Rituale
Nelle falloforie propiziatorie del raccolto, molto diffuse nel mondo agricolo dell'antica Grecia e poi in Italia e nei territori dominati dai Romani, le processioni con il fallo terminavano con una pioggia di acqua mista a miele e succo d'uva, indirizzata verso i campi, che rappresentava l'eiaculazione del seme origine della vita e quindi propiziava l'abbondanza del raccolto. Attestata la Falloforia nel territorio della regione tarantina (Foggiano/Taranto) così come documenta una kylix attica a vernice nera del secondo venticinquennio del V sec. a.C. con raffigurazione di Phallagoghìa dionisiaca, un rituale che risulta così attestato nell'ambito delle Dionisie rurali della campagna tarantina in età magno-greca. La kylix è stata presentata dall'archeologa Giovanna Bonivento Pupino nell'ambito di un importante convegno tarantino dedicato alla "Vigna di Dionysos -Vite, Vino e Culti in Magna Grecia" (citare come indicato in bibliografia).
Attraverso la legge di Evegoro (IV secolo a.C.), riportata da Demostene (21, 10 = Test. 108a), sappiamo che la processione dedicata a Dioniso era organizzata in un modo ben preciso: in primo luogo vi era la missio, cioè le persone adulte che aprivano il corteo; questi erano seguiti dai fanciulli, a loro volta seguiti dal κῶμος ( = Komos). Chiudevano la processione gli attori delle commedie e, infine, gli attori delle tragedie. Dunque, la posizione processionale nella quale veniva portato in processione il fallo di legno era esattamente il Komos.
Plutarco ci descrive una di queste processioni in campagna: 
(De cupiditate divitiarum, VIII, 527 D)

## Rilettura misterica
In ambito misteriosofico, il contesto mitico della festa viene riletto alla luce dello smembramento di Dioniso: il dio viene fatto a pezzi dai Titani e divorato, e solo un organo viene salvato e nascosto da Pallade Atena. Questo organo, che nel mito viene chiamato "cuore", secondo Karl Kerényi è una metafora per indicare la sua parte più importante, vale a dire il pene, vero simbolo della ζωή (zōḕ), la vita indistruttibile.
Nel mondo classico greco-romano, il fallo era infatti considerato il simbolo della vita per eccellenza, in quanto il pene è il generatore del seme. Nel rito fallico si sacrificava un caprone e se ne occultava il fallo, che poi nella processione veniva sostituito da un enorme simulacro di legno di fico.